# Gyönyörű sorscsapás (film)
A Gyönyörű sorscsapás (eredeti cím: Beautiful Disaster) 2023-ban bemutatott amerikai romantikus filmdráma, amelyet Roger Kumble és Jamie McGuire forgatókönyvéből Roger Kumble rendezett. A film alapjául Jamie McGuire 2011-es, azonos című regénye szolgált. A főbb szerepekben Virginia Gardner és Dylan Sprouse látható.
Az Amerikai Egyesült Államokban 2023. április 12-én mutatták be a mozikban. Magyarországon egy nappal később, április 13-án jelent meg a Fórum Hungary forgalmazásában.

## Cselekmény
Abby újonnan érkezett az egyetemre. Az első napon legjobb barátnője, America és annak barátnője, Shepley egy illegális underground bokszmeccsre viszik. Ekkor lép be a ringbe Travis, az egyetem rosszfiúja és nőcsábásza, akivel Abby nemsokára megismerkedik. Az MMA-harcos szeretné elnyerni a lány bizalmát, de Abby eleinte elutasítóan reagál a közeledésére. A lány ellenállása lenyűgözi, ezért fogadást köt vele: egy hónapra hozzá kell költöznie, ha megnyeri a következő meccsét, ami be is következik.
A következő hetekben összeköltöznek és összebarátkoznak. Hamarosan mindkettőjükben romantikus érzelmek alakulnak ki egymás iránt.

## Szereplők
| Színész              | Szerep                        | Magyar hang           |
| -------------------- | ----------------------------- | --------------------- |
| Dylan Sprouse        | Travis „Veszett Kutya” Maddox | Gacsal Ádám           |
| Virginia Gardner     | Abby Abernathy                | Kardos Eszter         |
| Libe Barer           | America Mason                 | Csuha Borbála         |
| Declan Michael Laird | Taylor Maddox                 | Fehér Tibor           |
| Brian Austin Green   | Mick Abernathy                | Gubányi György István |
| Austin North         | Shepley Maddox                | Ember Márk            |
| Rob Estes            | Benny                         | Szakács Tibor         |
| Neil Bishop          | Parker Hayes                  | Hajdu Tibor           |
| Jack Hesketh         | Trenton Maddox                | Kékesi Gábor          |
| Micky Dartford       | Tyler Maddox                  | Csiby Gergely         |
| Akshay Kumar         | Adam                          | Rada Bálint           |

## A film készítése
2012-ben a Warner Bros. Entertainment megvásárolta a Gyönyörű sorscsapás megfilmesítési jogait, de a projekt sosem valósult meg, és a Warner Bros. szerződése 2014. május 13-án lejárt. 2020-ban a Voltage Pictures szerezte meg a jogokat, a film készítése 2021-ben kezdődött, Roger Kumble rendezői, valamint Dylan Sprouse, Rob Estes és Virginia Gardner színészi közreműködésével.
A projektet McGuire ellentmondásos kijelentései és politikai nézetei miatt a nyilvánosság részéről jelentős kritika érte.

## Bemutató
A filmet csak két este erejéig, április 12-13-án tűzték moziműsorra az Egyesült Államokban a Fathom Events forgalmazásában.

## Fordítás
- Ez a szócikk részben vagy egészben  a   Beautiful Disaster (film) című angol Wikipédia-szócikk fordításán alapul.  Az eredeti cikk szerkesztőit annak laptörténete sorolja fel. Ez a jelzés csupán a megfogalmazás eredetét és a szerzői jogokat jelzi, nem szolgál a cikkben szereplő információk forrásmegjelöléseként.